# 志水圭
志水 圭（しみず けい、1954年4月12日 - 2009年8月18日）は、東京都出身の漫画家・イラストレーター。SF・歴史ファンタジーを得意とする女流マンガ家。
日本大学芸術学部卒。学生時代から創作集団作画グループに参加、先輩漫画家のアシスタントや合作の主要メンバーとして活躍。1980年前後よりテレビ番組向けイラスト製作や児童マンガでキャリアをスタートさせる。1982年に『エリキサー305』（東京三世社刊「SFマンガ競作大全集」）で雑誌デビュー。同誌にてスペースオペラ『ザ・スターリングマン』を連載した。
代表作に美形の賞金稼ぎの活躍を描いたスペースオペラ『蒼き宇宙より君へ』がある。80年代からライフワーク『時空間神話』を執筆。人間の精神に寄生する異次元生命体と超戦士たちの古代，現代，未来における戦いを描いた壮大なロマンで、転生ものの先駆的作品である。
近年は実用書のイラスト、広告や企業もののマンガやイラストを制作するかたわら、古代オリエントの伝説の王ギルガメッシュを描く『ギルガ☆メシュ!』や、『蒼き宇宙より君へ』の番外編『ラリイシリーズ』をマイペースに制作中だった。
2009年8月18日、癌のため約一年間の闘病の末、死去。

## 主要作品リスト
- ザ・スターリングマン （東京三世社刊「SFマンガ競作大全集」） ISBN 4-88570-463-4

賞金稼ぎのラリイと銀河連邦警察のダン警部補との出会いと、犯罪組織の女首領マダム・ハーレーとの確執を描く。
- 蒼き宇宙より君へ （SG企画刊「GROUP」）

全10巻。1巻は『ザ・スターリングマン』から5年後となる。4巻は『ザ・スターリングマン』の再録。
- ギルガ☆メシュ!  （SG企画刊「GROUP」）
- ギルガメシュ伝  （SG企画刊「GROUP」）
- 時空間神話外伝 -ディルムン伝説- （SG企画刊「GROUP」）
- サブヒューマン（SG企画刊「GROUP」7-8号）

SF。人間から「サブヒューマン」と蔑視される亜人達の物語。
- ラリイシリーズ （自主制作）
- HAND （東京三世社刊「WHAT」）
- ルナティックゾーンクエスト （凸版印刷ホームページ）
- 入門 税務訴訟 （清文社刊）
- ダリウスの風 （新書館）

作画グループの合作。メインキャラの一人、ヴァンを担当した。
- 銀河を継ぐ者（講談社/SG企画）

作画グループの合作。自身の未発表作品（後の『サブヒューマン』）を原作としており、メインキャラの一人、ガイを担当した。
- ベレヌスのロビン（少年画報社/SG企画）

作画グループの合作。シナリオに加えて主人公のロビンを担当。

## エピソード
ペンネームは本名「清水恵」の画数を減らしたものだが、本人曰く「男と間違われるので、時々、女名にしておけば良かったと後悔している」とのこと。血液型はAB型。星座は牡牛座。
外見も男性寄りであずみ椋曰く、最初に逢った時には「男のくせにスカート穿いてる」と勘違いされていた。
作画グループではその外見とタフさから、彼女の作品『サブヒューマン』に引っかけて「彼女はスーパーサブウーマンだ」と揶揄されていた。
あずみ椋とは「K&AZ」というユニットを組んで東京圏を中心に同人誌イベントにも参加していた。志水没後の現在は「K&AZ」という名称のまま、あずみ個人で参加している。